# Навігаційні вогні

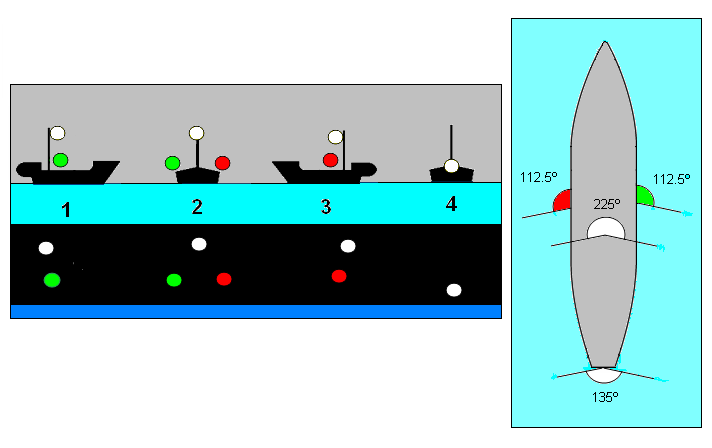
Базова схема розташування вогнів: 1 — судно йде вправо стосовно спостерігача, 2 — судно йде на спостерігача, 3 — судно йде вліво, 4 — судно віддаляється від спостерігача

Навігаційні вогні — сукупність світлотехнічних приладів, призначених для позначення судна або повітряного судна, вказання його типу, а також характеру руху або стоянки в нічний час. Аналогом навігаційних вогнів на сухопутному транспорті є габаритні вогні.

## Суднові навігаційні вогні
Навігаційні вогні морських суден і суден «річка-море» повинні відповідати вимогам міжнародних правил запобігання зіткненню суден (МПЗЗС). Навігаційні вогні річкових суден на внутрішніх водних шляхах України повинні відповідати вимогам Правил плавання по внутрішніх водних шляхах України. У даний час як навігаційні вогні використовуються електричні ліхтарі, забезпечені лінзами Френеля і світлофільтрами.

### Типи навігаційних вогнів відповідно до МПЗЗС
1. «Топовий вогонь» - це білий вогонь, розташований у діаметральній площині судна, що висвітлює безперервним світлом дугу горизонту в 225° і встановлений так, щоб світити від напрямку прямо по носі до 22,5° позаду траверза кожного борту.
2. «Бортові вогні» - це зелений вогонь на правому борту і червоний вогонь на лівому борту. Кожен з цих вогнів висвітлює безперервним світлом дугу горизонту в 112,5° і встановлений так, щоб світити від напрямку прямо по носі до 22,5° позаду траверза відповідного борту. На судні довжиною менше 20 м бортові вогні можуть бути скомбіновані в одному ліхтарі, що виставляється в діаметральній площині судна.
3. «Кормовий вогонь» - це білий вогонь, розташований, наскільки це практично можливо, ближче до корми. Висвітлює безперервним світлом дугу горизонту в 135° і встановлюється так, щоб світити від напрямку прямо по кормі до 67,5° в сторону кожного борту.
4. «Буксирувальний вогонь» - це жовтий вогонь, що має такі ж характеристики, як і «кормовий вогонь», описаний в пункті 3 цього Правила.
5. «Круговий вогонь» - це вогонь, що висвітлює безперервним світлом дугу горизонту в 360°.
6. «Проблисковий вогонь» - це вогонь, що дає проблиски через регулярні інтервали з частотою 2 або більше проблисків за секунду.

### Розташування навігаційних вогнів на морських суднах
У таблиці наведено типові схеми розташування вогнів на суднах відповідно до МПЗЗС (у квадратних дужках вказано номер і пункт).
| Визначення                                                                                             | Зображення | Примітки |
| --- | ---------- | --- |
| ПООДИНОКІ СУДНА З МАШИННИМ РУШІЄМ НА ХОДУ                                                              |            | |
| Судно довжиною понад 50 метрів на ходу.                                                                |            | [23] Несе два топові вогні, кормовий вогонь і бортові вогні |
| Судно довжиною менше 50 метрів на ходу.                                                                |            | [23a (II)] Несе один топовий вогонь, кормовий вогонь і бортові вогні |
| Судно на повітряній подушці на ходу.                                                                   |            | [23b] Несе топовий вогонь, кормовий вогонь, бортові вогні і жовтий проблисковий круговий вогонь (якщо перебуває в неводотоннажному стані) |
| Судно з механічним рушієм довжиною менш ніж 20 м на ходу.                                              |            | [21b] Якщо довжина судна менша, ніж 20 м, бортові вогні об'єднуються в один двосвітловий ліхтар, розташований у діаметральній площині [23d (I)] Якщо довжина судна менше ніж 12 м, топовий і кормовий об'єднуються в білий круговий вогонь |
| Судно з механічним рушієм довжиною менш ніж 7 м (моторний човен) на ходу                               |            | [23d (II)] Судно довжиною менш ніж 7 м і макимальною швидкістю менш, ніж 7 вузлів несе один круговий білий вогонь і за можливості бортові вогні |
| СУДНА БЕЗ МАШИННОГО РУШІЯ                                                                              |            | |
| Вітрильне судно на ходу                                                                                | або        | Вітрильне судно несе бортові вогні й кормовий, але топовий відсутній. [25b] На судні довжиною менш ніж 12 м ходові вогні можуть бути скомбіновані в одному ліхтарі на топі або біля топу щогли. [25c] На додаток до трьох ходових, може виставляти на топі або біля топу щогли на найбільш видному місці два кругових вогні, розташованих по вертикальній лінії, верхній з яких повинен бути червоним, а нижній — зеленим, але ці вогні не повинні виставлятися разом з комбінованим ліхтарем. Моторно-вітрильне судно, при ході з двигуном, вважається судном з машинним рушієм, тому несе топовий вогонь. |
| Вітрильне судно довжиною менш, ніж 20 м                                                                |            | [25b] Несе бортові, кормовий і топовий вогні, скомбіновані в одному триколірному ліхтарі на топі щогли. Це уможливлює морякам знизити споживання електроенергії. |
| Вітрильне судно на ходу, з діючим машинним двигуном удень                                              |            | [25e] Несе попереду на найбільш видному місці конус вершиною донизу. |
| Вітрильне судно довжиною менш, ніж 7 м                                                                 |            | [25d] Несе за можливості звичайні ходові вогні, у разі неможливості їх виставити воно повинне мати наготові електричний ліхтарик або запалений ліхтар з білим вогнем, який має завчасно виставлятися для запобігання зіткненню. |
| Весловий човен                                                                                         |            | [25d (II)] Щодо веслового човна застосовуються ті самі правила, щодо вітрильника довжиною до 7 м. |
| СУДНА, ЗАЙНЯТІ БУКСИРУВАННЯМ                                                                           |            | |
| Судно, зайняте буксируванням.                                                                          |            | [24a] Несе два топові вогні (один над одним), бортові вогні, кормовий вогонь, буксирувальний вогонь над кормовим. [24a (I)] Якщо довжина буксира, виміряна від корми судна, до корми буксированого судна перевищує 200 м, підіймають три топові вогні. [24a (V)] Якщо довжина всього буксира перевищує 200 м, вдень на найвиднішому місці підіймають ромб. |
| Судно, зайняте штовханням                                                                              |            | [24b] Якщо судно, що штовхає, і судно, що штовхається вперед, жорстко з'єднані в сполучене судно, вони повинні розглядатися як судно з механічним двигуном і виставляти вогні, приписані Правилом 23. [24с] Судно, що штовхає вперед або буксирує лагом інше судно, повинно, якщо воно не є частиною сполученого судна, виставляти два розташовані по вертикальній лінії топових вогні попереду, бортові вогні, кормовий вогонь. [24f] Судно, що штовхається вперед, якщо воно не є частиною сполученого судна, повинно виставляти в передній частині бортові вогні. |
| Буксироване судно                                                                                      |            | [24e] Буксироване судно або агрегат несе бортові й кормовий вогні, топовий відсутній. [24e (iii)] Якщо довжина буксированого судна перевищує 200 м, підіймається ромбоподібний знак. |
| СУДНА З ОБМЕЖЕНОЮ МОЖЛИВІСТЮ КЕРУВАТИСЯ                                                                |            | |
| Рибальське судно під час риболовлі тралом                                                              |            | [26b] Несе поряд з вогнями для суден з машинним рушієм кругові зелений і білий один над одним (за можливості може підійматися і топовий вогонь, як і в суден довжиною понад 50 м). Без ходу підіймаються тільки кругові вогні на щоглі. Вдень підіймається знак з двох з'єднаних вершинами конусів. |
| Рибальське судно під час риболовлі тралом, довжиною понад 50 м                                         |            | [26b (II)] Несе топовий вогонь позаду і вище зеленого. Без ходу підіймаються тільки кругові вогні на щоглі. Вдень підіймається знак з двох з'єднаних вершинами конусів. |
| Рибальське судно, що не займається траленням                                                           |            | [26c] Несе червоний вогонь над білим. На ходу несе також звичайні ходові вогні. Вдень підіймається знак з двох з'єднаних вершинами конусів. Якщо виметені мережі тягнуться по горизонталі понад 150 м від судна, у напрямку цих снастей — вночі білий круговий вогонь, вдень конус вершиною догори. [26е] Рибальські судна, не зайняті ловлею риби, не повинні виставляти вогні та знаки, приписані цим Правилом, від них вимагається виставляти тільки вогні та знаки, приписані для суден відповідної довжини. |
| Судно без можливості керуватися                                                                        |            | [27a] Два червоні вогні один над одним. Якщо судно має хід відносно води (не дрейфує) — бортові й кормовий вогонь, але топовий відсутній. Удень — дві кулі одна над однією. Не є сигналом лиха. |
| Судно з обмеженою можливістю керуватися, з винятком суден, зайнятих траленням мін                      |            | [27b] Несе три кругових вогні (червоний-білий-червоний) один над одним. Якщо судно має хід відносно води (не дрейфує) — бортові, кормовий і топовий вогні. Удень — ромб з однією кулею над ним і однією кулею під ним. Ці вогні можуть бути підняті на великому судні під час руху у вузькому фарватері. |
| Судно з обмеженою можливістю керуватися, зайняте днопоглиблювальними роботами                          |            | [27d] Несе три кругових вогні (червоний-білий-червоний) один над одним. Удень — ромб з однією кулею над ним і однією кулею під ним. [27d (I)] За наявності перешкоди для проходу іншого судна зі сторони перешкоди встановлюються два червоних кругових вогні (удень дві кулі), розташованих по вертикальній лінії. [27d (II)] За наявності перешкоди для проходу іншого судна для вказання сторони, з якої може пройти інше судно встановлюються два зелених кругових вогні (удень два ромби), розташованих по вертикальній лінії. [27d (III)] Якщо судно має хід відносно води (не дрейфує) — бортові, кормовий і топовий вогні. [27d (IV)] Під час якірної стоянки ці судна повинні встановлювати замість звичайних якірних вогнів і куль знаки, передбачені пунктами 27d (I) та 27d (II). |
| Судно, зайняте водолазними роботами, розміри якого не дозволяють нести необхідну світлову сигналізацію |            | [27e] Удень прапор «A» міжнародного зводу сигналів, вночі три кругові вогні (червоний-білий-червоний) один над одним. |
| Мінний тральщик під час тралення                                                                       |            | [27f] Несе три зелені кругові вогні на додаток до ходових і топового, вдень — три кулі. Інші судна повинні триматися від нього на відстані від 1000 м з корми і не менш ніж 500 м з будь-якого борту. |
| Судно, скуте своєю осадкою                                                                             |            | [28] Несе три червоні вогні один над одним, на додаток до звичайних ходових і топових. Удень — один циліндр. |
| Лоцманське судно з лоцманом                                                                            |            | [29] Несе вогні, передбачені для суден з машинним рушієм, а також лоцманський вогонь з кругових білого і червоного, розташованих один над одним |
| Лоцманське судно на якорі                                                                              |            | [29а (II)] Несе поряд із вогнями лоцманського судна якірний вогонь. Вдень замість вогню підіймається куля. |
| СУДНА НА ЯКОРІ І НА МІЛИНІ                                                                             |            | |
| Судно на якорі                                                                                         |            | [30a] Судно на якорі несе два білі кругові вогні, один на носі, другий на кормі. Удень замість вогнів підіймають кулю. [30с] Судна довжиною понад 100 м повинні додатково засвічувати палубне освітлення. |
| Судно на якорі довжиною менш, ніж 50 м                                                                 |            | [30b] Судна довжиною менш ніж 50 м можуть заміняти два якірні вогні одним білим круговим вогнем, розміщеним у найвиднішому місці. [30е] На суднах довжиною менш ніж 7 м можуть не використовуватися. |
| Судно на мілині                                                                                        |            | [30d] Підіймаються аварійні червоні вогні разом з якірними. [30b] Судна довжиною менш ніж 50 м можуть заміняти два якірні вогні одним білим круговим вогнем, розміщеним у найвиднішому місці. [30е] Обов'язкові тільки на суднах довжиною понад 7 м. [30d (II)] Удень замість вогнів підіймають три кулі, одну над однією. |

## Навігаційні вогні військових кораблів

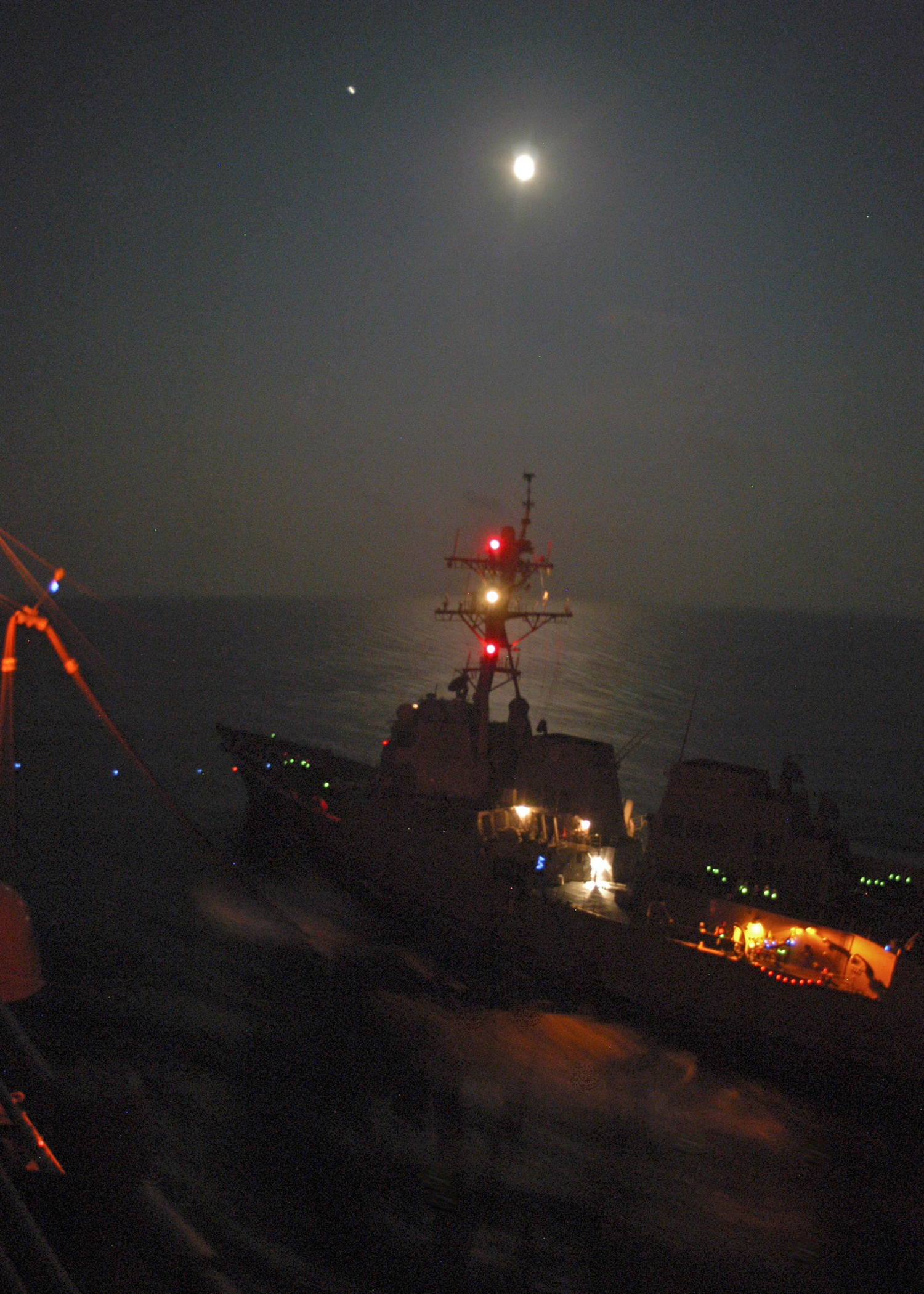
Навігаційні вогні корабля ВМФ США

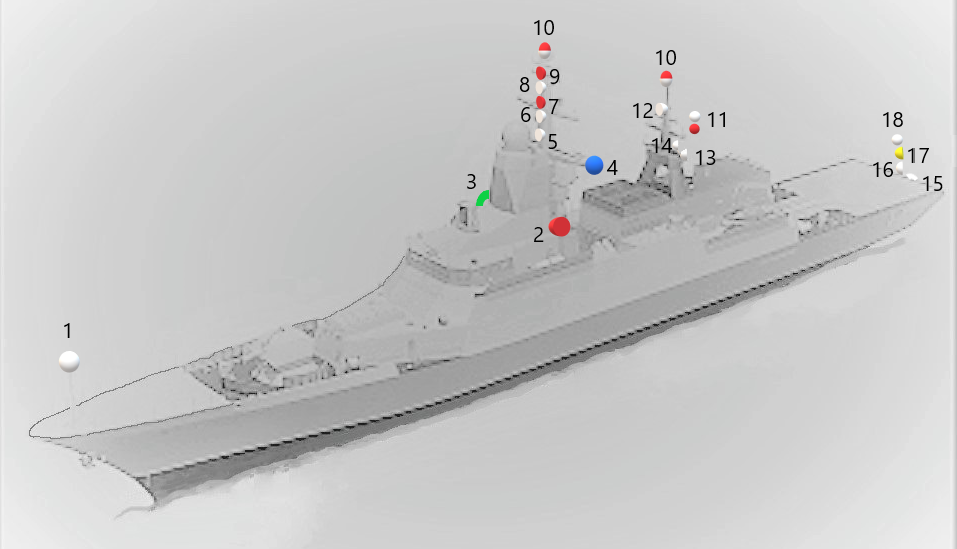
Схема розташування вогнів військового корабля: 1 — штаговий, 2 — лівий відрізнювальний, 3 — правий відрізнювальний, 4 — черговий, 5 — нижній топовий, 6 і 8 — буксирні, 7 і 9 — аварійні, 10 — клотикові, 11 — гафельні, 12 — верхній топовий, 13 — верхній кільватерний, 14 — флагманський, 15 — ходовий гакабортний, 16 — нижній кільватерний, 17 — буксирувальний, 18 — якірний гакабортний.

Військові кораблі, окрім передбачених МПЗЗС, несуть ряд додаткових вогнів. До них належать флагманський (підіймається на флагманському кораблі), черговий (підіймається на черговому кораблі), кільватерні (підіймаються на кормі і на грот-щоглі), гафельні (підіймаються на гафелі), клотикові (червоно-білі вогні, призначені для світлового зв'язку і світлосигналізації). Круговий білий проблисковий вогонь використовується для подачі сигналів, наприклад, для маневровказання.
Підводні човни несуть бортові вогні по бортах огородження рубки, кормовий — ближче до стабілізатора (якщо кормових вогнів два, другий встановлюється в кормовій частині рубки), якірний носовий — у носовій частині надбудови, якірний кормовий — у кормовій частині човна чи на стабілізаторі, нижче якірного носового, топовий — на даху огородження рубки. Спеціальними розпізнавальними вогнями підводних човнів є проблискові кругові вогні жовтогарячого або жовтого кольору.

## Класифікація суднових вогнів
- Аварійні вогні — два червоні вогні зі сектором освітлення 360°, піднімані один над одним на щоглі (якщо щогл декілька, то на фок-щоглі) суден без можливості керування або на мілині. Судна, позбавлені можливості керуватися, засвічують аварійні вогні разом з бортовими, судна на мілині — разом з якірними вогнями. Вдень замість вогнів використовуються чорні кулі.
- Бортові (відрізнювальні) вогні — ходові вогні із сектором освітлення 112,5°, засвічувані по обох бортах судна. Штирбортний вогонь зеленого, бакбортний — червоного кольору.
- Буксирні вогні — білі вогні із сектором освітлення 225°, які судна, зайняті буксируванням, підіймають на щоглі замість одного топового вогню. При довжині буксира до 200 м підіймаються два вогні, при довжині понад 200 м — три вогні.
- Буксирувальний вогонь — кормовий жовтий вогонь із сектором освітлення 135°, засвічуваний над гакабортним вогнем суден, зайнятих буксируванням.
- Гакабортний (кормовий) вогонь — білий вогонь на кормі (гакаборті). Ходовий гакабортний (із сектором освітлення 135°) засвічується під час ходу судна, якірний (із сектором освітлення 360°) — під час якірної стоянки.
- Гафельні вогні — два вогні (верхній білий та нижній червоний), які підіймаються військовими кораблями на одному фалі на ноку гафеля або на флагштоку. Виконують в темну пору доби роль кормового прапора. Засвічуються тільки в мирний час при вході на рейд і на виході з нього[2].
- Кільватерні вогні — білі вогні, призначені для забезпечення орієнтації при плаванні в кільватерній колоні. Верхній вогонь підіймається на грот-щоглі, нижній — над ходовим гакабортним вогнем.
- Клотиковий вогонь — дві чи три закріплені на клотику лампки, одна з яких червона, використовуються для зв'язку кодом Морзе.
- Круговий вогонь — вогонь зі сектором освітлення 360°.
- Топовий вогонь — білий вогонь із сектором освітлення 225°, підійманий у діаметральній площині на топі щогли. У суден довжиною понад 50 м підіймають два топові вогні, причому вогонь грот-щогли розташовується вище, ніж вогонь фок-щогли.
- Флагманський вогонь — білий вогонь, що підіймається на топі грот-щогли (нижче топового вогня) флагманського корабля з'єднання, як на ходу, так і на якорі. Виконує в темну пору доби роль прапора і брейд-вимпела посадових осіб.
- Ходові вогні — вогні, які підіймають під час ходу судна (бортові й ходовий гакабортний).
- Черговий вогонь — синій вогонь із сектором освітлення 360°, який підніймається на ноку реї чергового корабля (військового корабля в складі з'єднання чи на рейді, призначеного для екстрених доручень), у Військово-морському зводі сигналів ВМФ СРСР йому відповідав прапор «Р».
- Штаговий вогонь — білий вогонь із сектором освітлення 360°, підніманий на штагу під час якірної стоянки.
- Якірні вогні — білі вогні із сектором освітлення 360°, засвічувані під час якірної стоянки (на військових кораблях, таким чином, виконують у темну пору доби роль гюйса). Судна довжиною понад 50 м засвічують штаговий і якірний гакабортний вогні (при цьому носовий має розташовуватися не менш, ніж на 4,5 м вище гакабортного), судна довжиною до 50 м можуть засвічувати один білий вогонь у найвиднішому місці. Удень замість вогнів підіймається куля.

## Аеронавігаційні вогні
Зовнішнє світлотехнічне обладнання літального апарата призначене для забезпечення екіпажу необхідних умов видимості вночі при зльоті, посадці, рулінні, підсвічування елементів конструкції і позначення ЛА в просторі. В інших випадках — відповідно до конструктивних особливостей і призначення літального апарата.

## Відповідність до румбів
Якщо ніс судна направити строго на північ, то кутова міра 112,5° з правого і лівого бортів будуть відповідати румбам схід-південний схід (ESE) і захід-південний захід (WSW) відповідно.
Тобто правий бортовий вогонь буде світити від N до ESE, лівий — від N до WSW, топовий — від ESE до WSW через N, а кормовий — від ESE до WSW через S.